# Distretto di Surkh Rod
Il distretto di Surkh Rod è un distretto dell'Afghanistan appartenente alla provincia del Nangarhar. Viene stimata una popolazione di 60 620 abitanti (stima 2016-17).